# Berlare
Berlare (Pronunciación  holandesa:[ˈbɛrlaːrə]) es un municipio localizado en la provincia belga de Flandes Oriental. El municipio comprende las poblaciones de Berlare, Overmere y Uitbergen, así como el pueblo Donk. El Donkmeer, un lago grande y una atracción turística regional, está localizado en el centro del municipio. En enero de 2019, Berlare tenía una población total de 14,958 habitantes.

## Demografía

### Evolución
Todos los datos históricos relativos al actual municipio, el siguiente gráfico refleja su evolución demográfica, incluyendo municipios después de efectuada la fusión el 1 de enero de 1977.
| Gráfica de evolución demográfica de Berlare entre 1846 y 2019 |
|                                                               |

## Sitios de interés
- La iglesia de San Martín y una picota del siglo XVII, ubicada en el centro de la ciudad de Berlare.
- El Castillo de Berlare, también en el centro de ciudad, fue abierto al público en 2012.
- La Capilla Bareldonk construido en el siglo XIV y expandido en 1774 en estilo Rococó, está situado en Donk. Hay un viacrucis (Camino de la Cruz) y un calvario con esculturas por Aloïs De Beule próximas a la capilla.
- El Donkmeer es un lago, con aproximadamente 86 hectáreas de tamaño, que entró en existencia a través de la recolección de turba.
- Área de recreación Nieuwdonk.
- Áreas forestales con senderos incluyen Berlare Broek y el Gratiebossen.
- Riekend Rustpunt es un museo pequeño sobre el histórico transporte por río del abono desde la ciudad al campo.

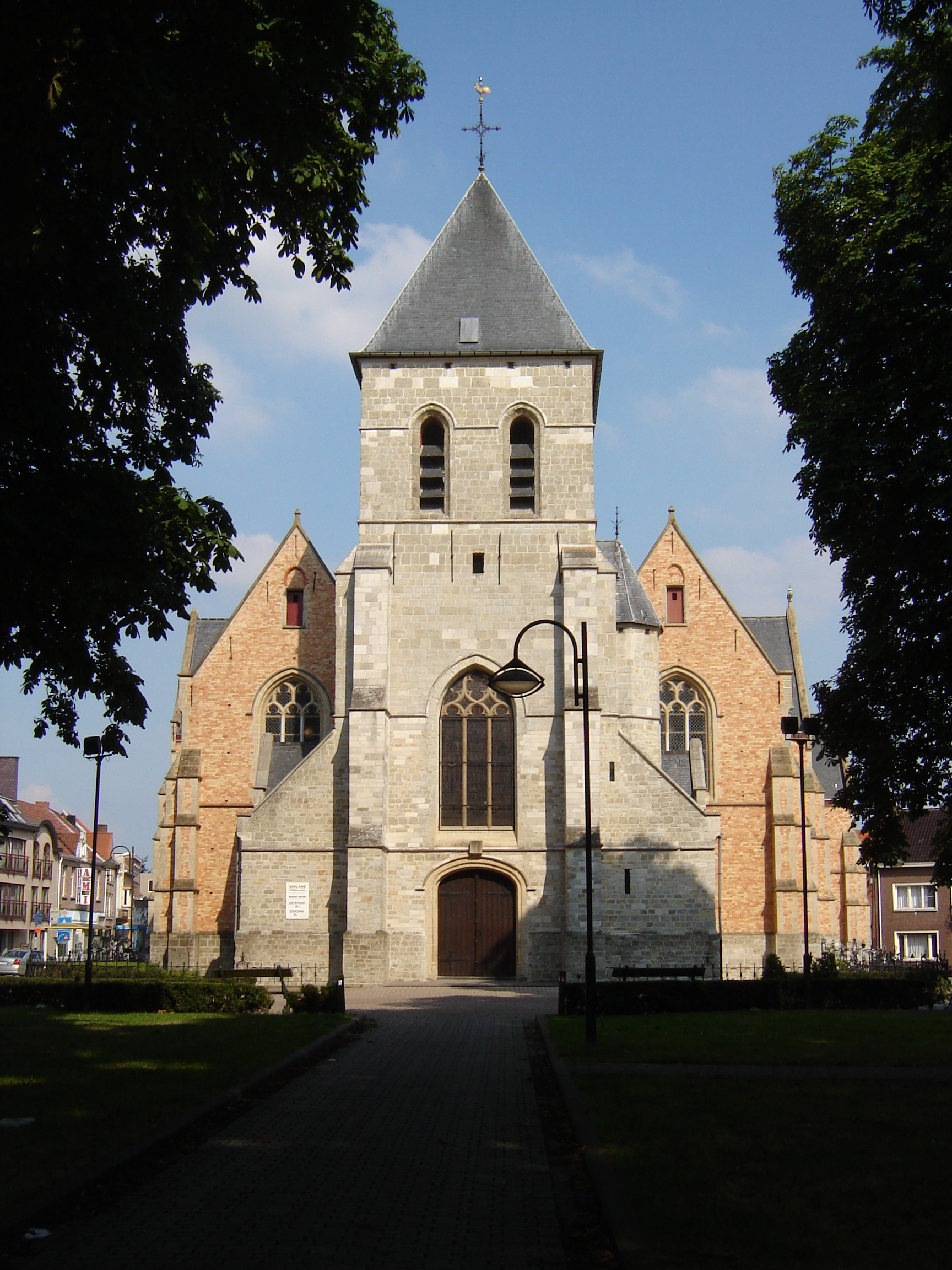
Iglesia de San Martín en Berlare
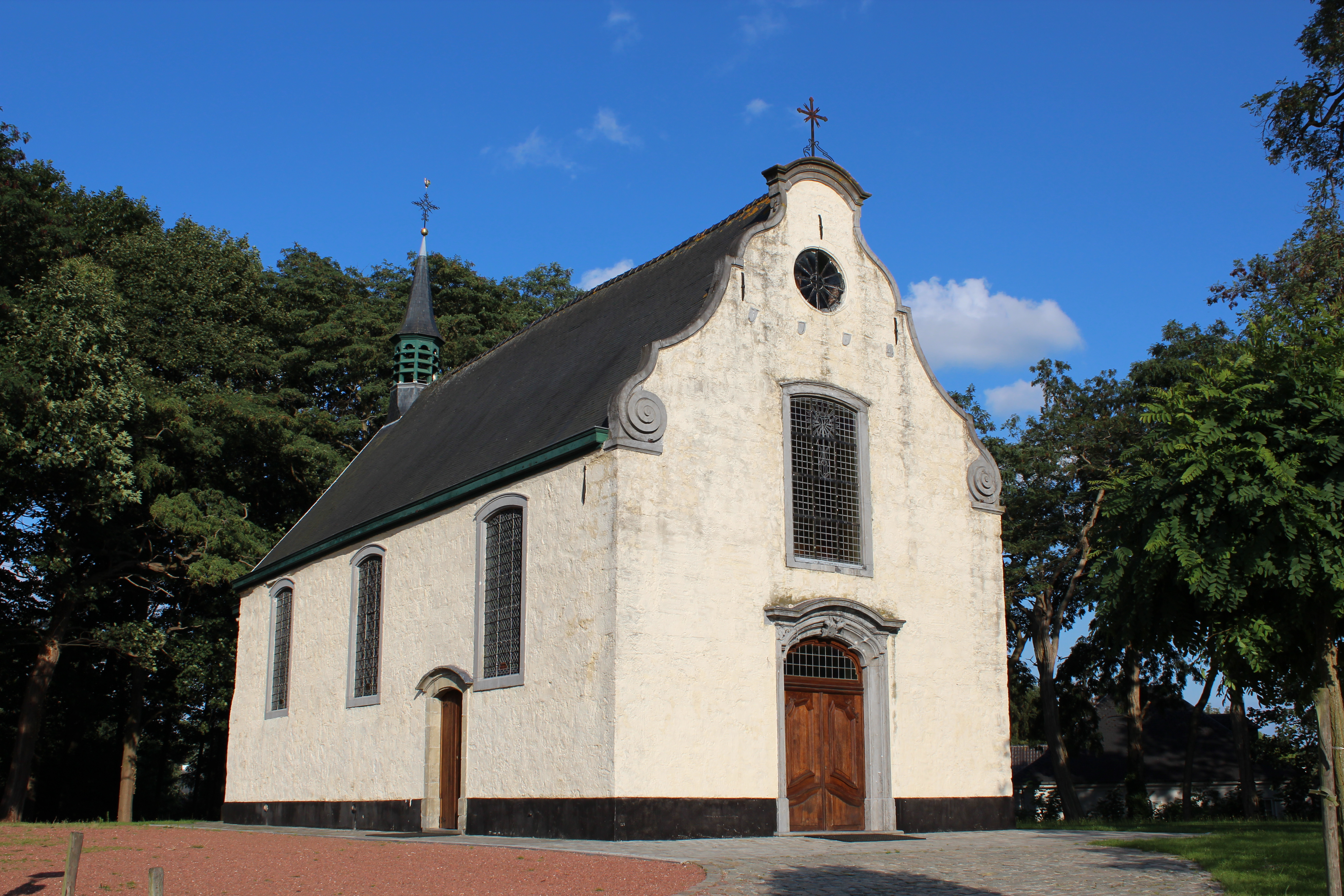
La Capilla Bareldonk en el pueblo Donk
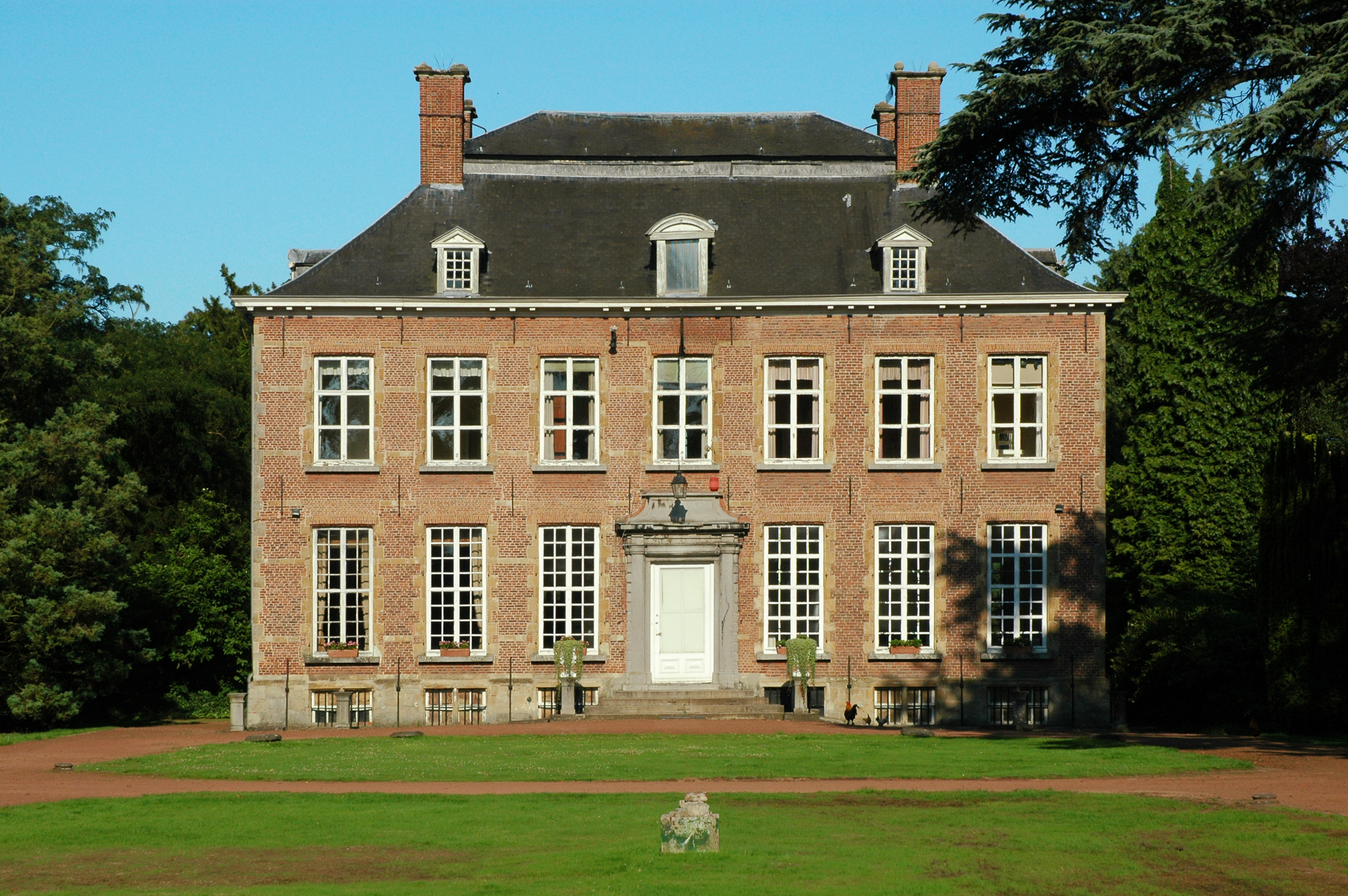
El Castillo de Berlare
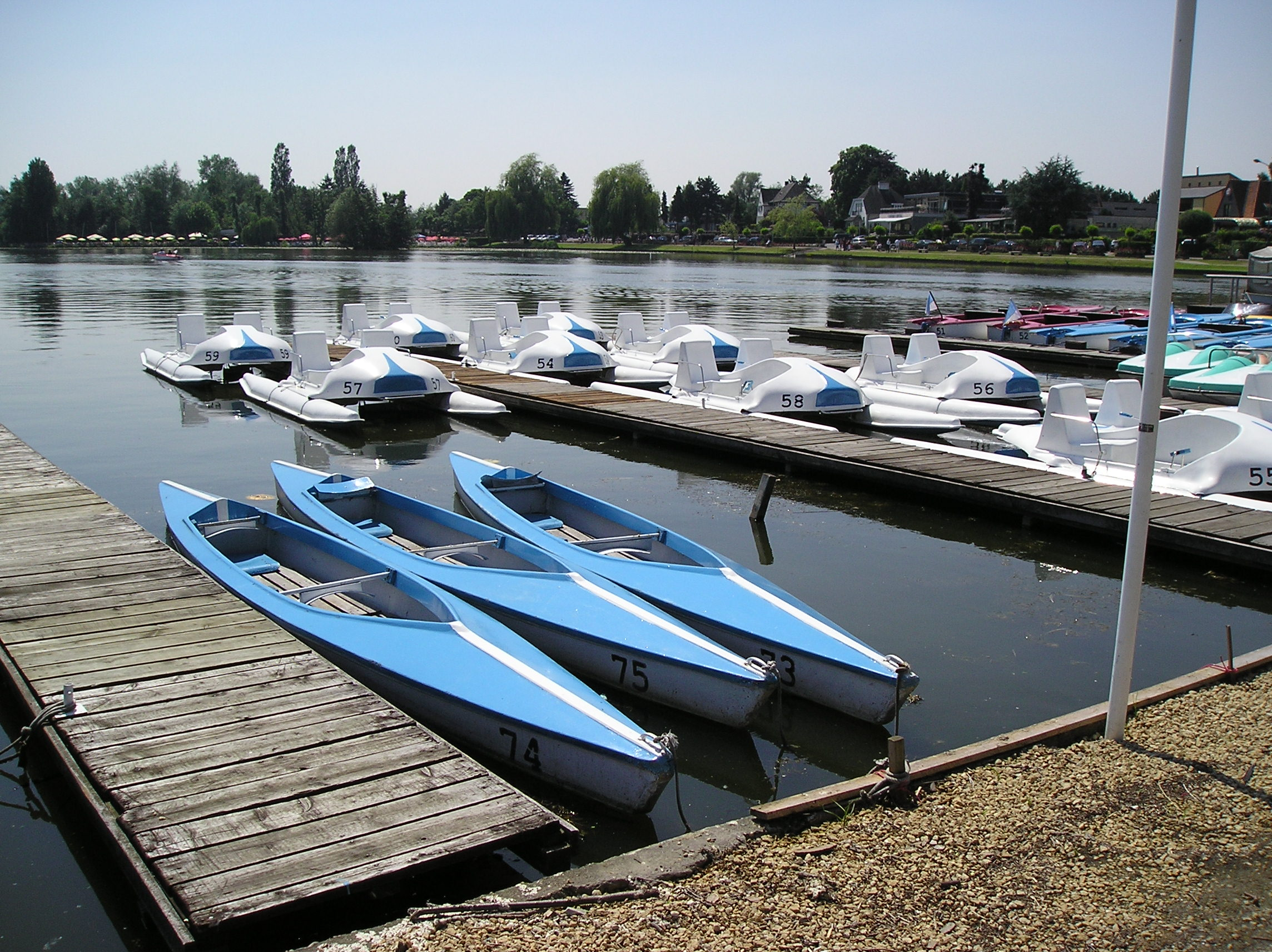
El lago Donkmeer es una atracción turística regional

## Habitantes famosos
- Tjörven De Brul, jugador de fútbol
- Fred De Bruyne, ciclista y comentarista de televisión
- Karel De Gucht, político
- Paul Cammermans, director de cine y actor
- Yves Van Der Straeten, jugador de fútbol
- Preben Van Hecke, ciclista
- Frank Van Laecke, actor de teatro, de ópera, de musicales y director de televisión
- Jarno Van Mingeroet, ciclista